# Aust-Agder
La contea di Aust-Agder (Aust-Agder fylke in norvegese) era una contea norvegese situata nel sud del paese. Confinava con le contee di Telemark, Rogaland e Vest-Agder. Nel 2003 contava 103 374 abitanti, cioè il 2,2% de la popolazione norvegese. La sua capitale era Arendal. Dal 1º gennaio 2020 le contee di Vest-Agder e Aust-Agder sono state unite nella contea di Agder.
Aust-Agder è anche un attuale collegio elettorale norvegese.

## Informazioni generali
La gente ha iniziato a stabilirsi nell'Aust-Agder 10.000 anni fa, quando il ghiaccio dell'era glaciale aveva iniziato a scomparire dalle aree costiere. Alla fine del XVI secolo, ci fu una grande crescita della popolazione quando le esportazioni di legname, la siderurgia e la navigazione iniziarono a prendere piede. Nei successivi 200 anni, le città di Risør, Tvedestrand, Arendal, Grimstad e Lillesand sono cresciute fino a diventare le città in cui si stabilirono la maggior parte delle persone.
La contea, situata sulla costa dello Skagerrak, si estendeva da Gjernestangen a Risør fino al Kvåsefjorden a Lillesand. Le parti interne dell'area includevano i complessi montuosi del Setesdalsheiene ed Austheiene.
Il significato del nome dell'ex contea è "(la) parte orientale (di) Agder", poiché la parola aust è la forma del norvegese nynorsk per "est".
Fino al 1919, il nome della contea era Nedenes amt, e prendeva il nome dalla vecchia fattoria di Nedenes (Norse Niðarnes), poiché questa era la sede dell'ammann (governatore della contea). Il primo elemento è il caso genitivo del nome del fiume Nið (ora chiamato Nidelva) e l'ultimo elemento è nes che significa "promontorio". Il significato del nome del fiume è sconosciuto.
Lo stemma dell'ex contea era di epoca moderna (1958) e mostra due barre dorate orizzontali su uno sfondo rosso. Simboleggiano il commercio di legname e il recupero di minerali ferrosi che era importante per la crescita dell'Aust-Agder. Ci sono due barre per rappresentare le due aree della contea: interna e costiera.

## Popolazione
Dal censimento del 1769, Aust-Agder ha registrato una crescita costante della popolazione: da 29.633 a 79.927 nel 1900 e a 102.848 nel 2001. Vi fu una significativa emigrazione negli Stati Uniti nel 19 ° secolo e all'inizio del 20 ° secolo.
| Storico della popolazione | Storico della popolazione | Storico della popolazione |
| Anno                      | Pop.                      | ±%                        |
| ------------------------- | ------------------------- | ------------------------- |
| 1951                      | 75,811                    | —                         |
| 1961                      | 77,066                    | +1.7%                     |
| 1971                      | 80,839                    | +4.9%                     |
| 1981                      | 90,629                    | +12.1%                    |
| 1991                      | 97,314                    | +7.4%                     |
| 2001                      | 102,714                   | +5.5%                     |
| 2011                      | 110,048                   | +7.1%                     |
| 2021?                     | 126,092                   | +14.6%                    |
| 2031?                     | 139,982                   | +11.0%                    |
| Fonte: Statistics Norway. |                           |                           |

## Comuni
La contea di Aust-Agder era suddivisa in 15 comuni (kommuner):
|  | - Arendal (39.826) - Birkenes (4.387) - Bygland (1.296) - Bykle (874) - Evje og Hornnes (3.324) - Froland (4.764) - Gjerstad (2.506) - Grimstad (19.224) - Iveland (1.170) - Lillesand (9.030) - Risør (6.863) - Tvedestrand (5.838) - Valle (1.348) - Vegårshei (1.849) - Åmli (1.785) (Dati del 1º gennaio 2006) |